# Escópelos
Escópelos (em grego: Σκόπελος; romaniz.: Skopelos) é a maior ilha do arquipélago das Espórades, na Grécia. A sua cidade principal é Escópelos. Outros nomes desta ilha foram Pepareto ( Peparethos; Peparethus em latim) e Estáfilos (Staphylos).

## Mitologia
Estáfilo era um general de Radamanto, e recebeu de Radamanto o comando a ilha de Pepareto.

## História
Antigamente chamava-se Pepareto. Segundo Plínio, antes era designada Estáfilo, o nome de um rei mítico. Contava com três cidades, uma delas com o mesmo nome que a ilha, e sofreu um sismo em 426 a.C. Foi atacada por Alexandre de Feras. Em meados do século IV a.C. apoderou-se da ilha de Halonnesos e em represália foi devastada por Filipe II da Macedónia. Em 207 a.C., Filipe V da Macedónia guarneceu a cidade para a defender contra os romanos. Sete anos depois foi destruída para evitar a conquista por parte destes. Finalmente passou para mãos romanas (146 a.C.), bizantinas (330 d.C.), venezianas (1204) e otomanas (1538), até que em 1830 passou a fazer parte do novo estado grego. Entre 1941 e 1944 foi ocupada pelas potências do Eixo.
Em 1936, escavações na área de Staphylos descobriram uma tumba real da época da Grécia micênica. A ilha ficou brevemente sob o controle da cidade-estado Chalcis, Euboea, desde pelo menos o século VIII aC.
Skopelos tornou-se parte da Primeira República Helênica sob o Protocolo de Londres, confirmando sua soberania (3 de fevereiro de 1830). Durante a Segunda Guerra Mundial, Skopelos caiu sob ocupação do Eixo. Inicialmente, foi ocupada pelo Reino da Itália (junho de 1941 - setembro de 1943) e depois pela Alemanha nazista (setembro de 1943 - outubro de 1944). Skopelos e o resto da Grécia retornaram ao governo democrático em 1944.

## Turismo

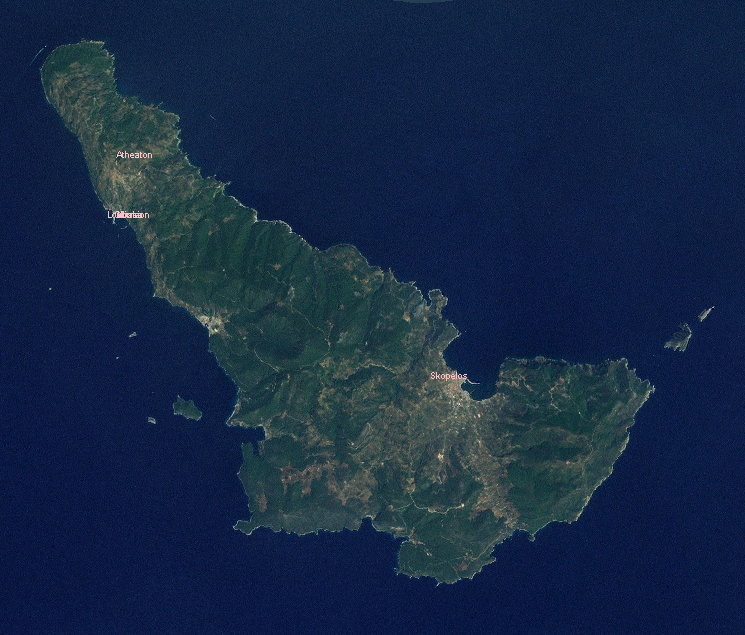
Imagem de satélite de Escópelos

Uma das curiosidades da ilha é a profusão de igrejas bizantinas e mosteiros (mais de 300) disseminados um pouco em todos os locais. Só a cidade de Escópelos conta com 123 destes espaços.
A ilha tem uma costa muito acidentada, e numerosas praias, muitas das quais de difícil acesso: Estáfilos, Velânio (praia de naturismo), Agnondas, Limnonari, Panormos, Adrines, Mília, Kastani, Elios, Hovolo, Armenopetra, Kalives, Glyfoneri, Glysteri, Perivoliou, Keramoto, Chondrogiorgos.
Mais recentemente ficou famosa por ser o local de filmagens do filme musical Mamma Mia!, baseado em canções do grupo sueco ABBA: no filme surge com o nome Kalokairi, literalmente ‘tempo precioso’.

## Fauna e flora
A ilha é conhecida como um santuário de fauna e flora mediterrânica.
A ilha tem sua própria raça reconhecida de cabras, em homenagem a ela. A cabra Skopelos é uma raça do grupo multicolorido do sul. É um parente da cabra selvagem da ilha de Gioura. As principais ocorrências desta espécie estão em Escópelos, Alonissos e Skiathos. Os rebanhos de ovinos da ilha pertencem a um grupo distinto chamado raça "Ovelha Skopelos".